# Lago Windermere (Colúmbia Britânica)
O lago Windermere é um lago de água doce que faz parte do rio Columbia, sendo na prática e do ponto de vista geográfico um grande alargamento das margens do referido rio, localizando-se na Colúmbia Britânica, Canadá.

## Descrição
A aldeia de Windermere está localizada no lado leste do lago, encontrando-se a cidade de Invermere localizada no canto noroeste do lago.
A profundidade média deste lençol de água é de apenas 4,5 metros (15 pés).
O lago Windermere é um local de férias muito popular, especialmente para os moradores da cidade de Calgary, visto que da cidade ao lago é uma viagem de carro de cerca de 3 horas em direcção a leste. 
O lado ocidental do lago encontra-se com as montanhas Purcell e corre ao longo da margem uma linha ferroviária, como resultado, a presença humana no local, seja como habitação ou recreio, faz-se sentir. 
Do lado oriental do lago surge uma planície bastante extensa que se estende entre o lago e as montanhas Rochosas, planície essa que tem experimentado uma considerável actividade humana, seja na construção civil com a construção de casas, parques de campismo, praias de recreio, campos de golfe entre várias outras instalações  turísticas.
Este lago já foi conhecido em mapas antigos como lago Lower.